# Unități care nu fac parte din SI
Comitetul Internațional de Măsuri și Greutăți (CIPM) a recunoscut în 1969 că anumite unități care nu fac parte din SI, dar care joacă un rol important și sunt larg folosite pot fi folosite în continuare împreună cu unitățile sistemului internațional. Această decizie a fost revizuită în 2004 și publicată în broșura Biroului Internațional de Măsuri și Greutăți, ediția a 7-a..
Aceste unități sunt
- unități a căror utilizare este acceptată împreună cu SI;
- unități a căror valoare în unități SI este obținută experimental;
- alte unități din afara SI;
- unități provenind din sistemul CGS și sistemul lui Gauss;
- alte unități din afara SI, a căror folosire nu este recomandată.

## Tipuri de unități

#### Unități a căror utilizare este acceptată împreună cu SI
Sunt unități de timp, mărimi geometrice, suprafață, volum și masă. 
| Mărime     | Denumire | Simbol | Valoare în unități SI                 |
| ---------- | -------- | ------ | ------------------------------------- |
| timp       | minut    | min    | 1 min = 60 s                          |
| timp       | oră      | h      | 1 h = 60 min = 3 600 s                |
| timp       | zi       | d      | 1 d = 24 h = 86 400 s                 |
| unghi plan | grad     | °      | 1° = (π/180) rad                      |
| unghi plan | minut    | '      | 1' = (1/60)° = (π/10 800) rad         |
| unghi plan | secundă  | "      | 1" = (1/60)' = (π/648 000) rad        |
| suprafață  | hectar   | ha     | 1 ha = 1 hm2 = 104 m2                 |
| volum      | litru    | L, l   | 1 L = l l = 1 dm3 = 103 cm3 = 10-3 m3 |
| masă       | tonă     | t      | 1 t = 103 kg                          |

#### Unități a căror valoare în unități SI este obținută experimental
Acestea sunt unități legate de constantele fundamentale ale fizicii. Cu excepția unității astronomice, valoarea lor poate fi cunoscută doar prin determinări experimentale, în limitele erorilor de măsurare. Incertitudinea se referă la cifrele din paranteze.
| Mărime                                                  | Denumire                                                  | Simbol       | Valoare în unități SI(a)            |
| ------------------------------------------------------- | --------------------------------------------------------- | ------------ | ----------------------------------- |
| Unități a căror utilizare este acceptată împreună cu SI |                                                           |              |                                     |
| energie                                                 | electronvolt(b)                                           | eV           | 1,602 177 33 (49)×10-19 J           |
| masă                                                    | dalton(c)                                                 | Da           | 1 Da = 1,660 538 86 (28)×10-27 kg   |
| masă                                                    | unitate de masă atomică unificată                         | u            | 1 u = 1 Da                          |
| lungime                                                 | unitate astronomică(d)                                    | ua           | 1 ua = 1,495 978 706 91 (6) ×1011 m |
| Unități naturale                                        |                                                           |              |                                     |
| viteză                                                  | unitate naturală de viteză (viteza luminii în vid)        | c0           | 299 792 458 m/s (exact)             |
| acțiune                                                 | unitate naturală de acțiune (constanta lui Planck redusă) | ħ            | 1,054 571 68 (18) ×10-34 J s        |
| masă                                                    | unitate naturală de masă (masa electronului)              | me           | 9,109 382 6 (16) ×10-31 kg          |
| timp                                                    | unitate naturală de timp                                  | ħ / (me c02) | 1,288 088 667 7 (86) ×10-21         |
| Unități atomice                                         |                                                           |              |                                     |
| sarcină                                                 | unitate atomică de sarcină (sarcină electrică elementară) | e            | 1,602 176 53 (14) ×10-19 C          |
| masă                                                    | unitate atomică de masă (masa electronului)               | me           | 9,109 382 6 (16) ×10-31 kg          |
| acțiune                                                 | unitate atomică de acțiune (constanta lui Planck redusă)  | ħ            | 1,054 571 68 (18) ×10-34 J s        |
| lungime                                                 | unitate atomică de lungime, bohr (raza lui Bohr)          | a0           | 0,529 177 210 8 (18) ×10-10 m       |
| energie                                                 | unitate atomică de energie, hartree (energie Hartree)     | Eh           | 4,359 744 17 (75) ×10-18 J          |
| timp                                                    | unitate atomică de timp                                   | ħ/Eh         | 2,418 884 326 505 (16) ×10-17s      |

(a) Valorile în unități SI a tuturor unităților din tabel. cu excepția unității astronomice provin din lista de constante fundamentale recomandate de CODATA în 2002.
(b) Electronvoltul este energia cinetică primită de un electron la traversarea unei diferențe de potențial de 1 V în vid. Electronvoltul este adesea folosit împreună cu prefixele SI.
(c) Daltonul (Da) și unitatea de masă atomică unificată (u) sunt alte denumiri (și simboluri) pentru aceeași unitate, egală cu a 1/12-a parte a atomului de 12C liber, în repaus și în starea sa fundamentală. Daltonul este adesea folosit împreună cu prefixele SI, de exemplu pentru a exprima masele marilor molecule în kilodaltoni, kDa, sau megadaltoni, MDa, și pentru a exprima valoarea micilor diferențe de masă ale atomilor sau moleculelor în nanodaltoni, nDa, sau picodaltoni, pDa.
(d)Unitatea astronomică este egală aproximativ cu distanța medie dintre Soare și Pământ. Este raza unei orbite newtoniene circulare neperturbată în jurul soarelui a unei particule de masă infinitezimală, deplasându-se cu o viteză medie de 0,017 202 098 95 radiani pe zi (numită și constanta lui Gauss). Valoarea unității astronomice este dată în IERS Conventions 2003. Valoarea unității astronomice în metri provine din efemeridele JPL DE403

#### Alte unități din afara SI
Acestea sunt unități care răspund nevoilor specifice ale unor grupuri de utilizatori. Deși se consideră că ar fi preferabilă utilizarea unităților SI, dacă utilizatorii consideră că aceste unități le sunt mai convenabile, sunt liberi să le folosească. Totuși, este necesară existența unei relații de conversie în unități SI.
| Mărime                   | Denumire                            | Simbol  | Valoare în unități SI                                                               |
| ------------------------ | ----------------------------------- | ------- | ----------------------------------------------------------------------------------- |
| presiune                 | bar(a)                              | bar     | 1 bar = 0,1 MPa = 100 kPa = 105 Pa                                                  |
| presiune                 | milimetru de mercur(b)              | mmHg    | 1 mmHg = 133,322 Pa                                                                 |
| lungime                  | ångström(c)                         | Å       | 1 Å = 0,1 nm = 100 pm = 10-10 m                                                     |
| distanță                 | milă marină(d)                      | NM, Nm  | 1 NM = 1852 m                                                                       |
| suprafață                | barn(e)                             | b       | 1 b = 100 fm2 = (10-12 cm2 = 10-28 m2)                                              |
| viteză                   | nod(f)                              | kn      | 1 kn = (1852/3600) m/s                                                              |
| logaritmul unui raport   | neper(g, i) bel(h, i) decibel(h, i) | Np B dB | Pentru valoarea numerică a raportului unui neper, bel sau decibel, vedeți nota (j). |
| cantitatea de informație | bit bait octet                      | b B O   | Un bit este cantitatea elementară de informație. 1 bait = 1 octet = 8 biți.         |

(a) Unitatea bar și simbolul său sunt incluse în Rezoluția 7 a celei de a 9-a CGPM (1948). Din 1982 toate mărimile termodinamicii sunt tabelate la presiunea „normală” de 1 bar. Înainte de 1982 presiunea „normală” era atmosfera fizică, egală cu 1,013 25 bar, adică 101 325 Pa.
(b) Millimetrul de mercur este în unele țări unitatea legală pentru măsurarea presiunii sangvine.
(c) (c) Ångströmul este larg utilizat în domeniul cristalografiei cu raze x și în chimia structurală deoarece lungimea legăturilor chimice se situează în acest domeniu, între 1 și 3 ångströmi. Cu toate astea, ångströmul n-a fost confirmat nici de CIPM, nici de CGPM.
(d) Mila marină este o unitate folosită în navigația maritimă și aerieană la exprimarea distanțelor. Valoarea sa a fost adoptată convențional la Prima Conferință hidrografică internațională extraordinară, Monaco, 1929, sub numele de „milă marină internațională”. Nu există un simbol fixat la nivel internațional, dar sunt folosite simbolurile M, NM, Nm și nmi. Această unitate a fost inițial aleasă și continuă să fie folosită deoarece o milă marină corespunde pe suprafața Pământului aproximativ la unghiul de un minut față de centrul Pământului, ceea ce este comod când longitudinile și latitudinile sunt exprimate în grade și minute.
(e) Unitatea barn este o unitate de suprafață folosită în fizica nucleară pentru exprimarea secțiunilor eficace.
(f) Nodul coresponde la o milă marină pe oră. Nu există un simbol fixat la nivel internațional, dar de obicei se folosește simbolul kn.
(g) Egalitatea LA = n Np (unde n este un număr) trebuie înțeleasă drept ln(A2/A1) = n. Deoarece LA = 1 Np, A2/A1 = e. Simbolul A este utilizat aici pentru a desemna amplitudinea unui semnal sinusoidal, iar LA este numit logaritmul natural (neperian) al raportului amplitudinilor, sau diferența de nivel logaritmică a amplitudinii.
(h) Egalitatea LX = m dB = (m/10) B (unde m este un număr) trebuie înțeleasă drept lg(X/X0) = m/10. Deoarece LX = 1 B, X/X0 = 10, și deoarece LX = 1 dB, X/X0 = 101/10. Dacă X definește un semnal mediu la puterea a doua sau o mărime de tip putere, LX este denumit nivel de putere relativ la X0.
(i) La folosirea acestor unități, este importantă precizarea naturii mărimii în discuție și valoarea de referință utilizată. Aceste unități nu sunt unități SI, dar utilizarea lor împreună cu SI este acceptată de CIPM.
(j) Arareori este necesară precizarea valorilor numerice ale neperului, belului și decibelului (precum și relația dintre bel și decibel cu neperul). Asta depinde de modul în care sunt definite mărimile logaritmice.

#### Unități provenind din sistemul CGS și sistemul lui Gauss
Conferința Generală de Măsuri și Greutăți (GGPM) a recunoscut avantajele sistemelor CGS și ale sistemului lui Gauss în anumite domenii ale fizicii ca electrodinamica clasică și relativistă. Unitățile cu nume special sunt prezentate în tabelul următor. Ca și alte unități, ele pot fi folosite împreună cu prefixele SI.
| Mărime                                   | Denumire   | Simbol | Valoare în unități SI          |
| ---------------------------------------- | ---------- | ------ | ------------------------------ |
| energie                                  | erg(a)     | erg    | 1 erg = 10-7 J                 |
| forță                                    | dynă(a)    | dyn    | 1 dyn = 10-5 N                 |
| viscozitate dinamică                     | poise(a)   | P      | 1 P = 1 dyn s cm-2 = 0,1 Pa s  |
| viscozitate cinematică                   | stokes     | St     | 1 St = 1 cm2 s-1 = 10-4 m2 s-1 |
| luminanță luminoasă                      | stilb(a)   | sb     | 1 sb = 1 cd cm-2 = 104 cd m-2  |
| iluminare luminoasă                      | phot       | ph     | 1 ph = 1 cd sr cm-2 = 104 lx   |
| accelerație                              | gal(b)     | Gal    | 1 Gal = 1 cm s-2 = 10-2 m s-2  |
| flux magnetic                            | maxwell(c) | Mx     | 1 Mx = 1 G cm2 = 10-8 Wb       |
| inducție magnetică                       | gauss(c)   | G      | 1 G = 1 Mx/cm2 = 10-4 T        |
| câmp magnetic                            | oersted(c) | Oe     | 1 Oe = (103/4π) A m-1          |
| densitate spectrală a fluxului radiației | Jansky     | Jy     | 1 Jy = 10-26 W m-2 Hz -1       |

(a) Această unitate și simbolul său sunt incluse în Rezoluția 7 a celei de a 9-a CGPM, 1948.
(b) Unitatea gal este o unitate folosită în geodezie și geofizică pentru a exprima accelerația gravitațională.
(c) Aceste unități fac parte din sistemul CGS tridimensional „electromagnetic”, bazat pe ecuații cu mărimi neraționalizate. Ele trebuie comparate cu atenție cu unitățile corespunzătoare din SI, care se bazează pe ecuații raționalizate în patru dimensiuni și patru mărimi electromagnetice. Fluxul magnetic Φ și inducția magnetică B sunt definite prin ecuații similare în sistemul CGS și SI, ceea ce permit relațiile de corespondență din tabel. Totuși, câmpul magnetic H (neraționalizat) este egal cu 4π × H (raționalizat).

#### Alte unități din afara SI, a căror folosire nu este recomandată
Există foarte multe unități în afara SI, care prezintă doar un interes istoric. Unele se mai folosesc, ca de exemplu barilul de petrol sau galonul de benzină. De asemenea, unele unități ca țolul, piciorul și yardul mai sunt folosite în unele țări. CIPM nu vede nicio rațiune pentru a fi menținute, dar există liste de factori de conversie în unități SI en .